# Legume seco

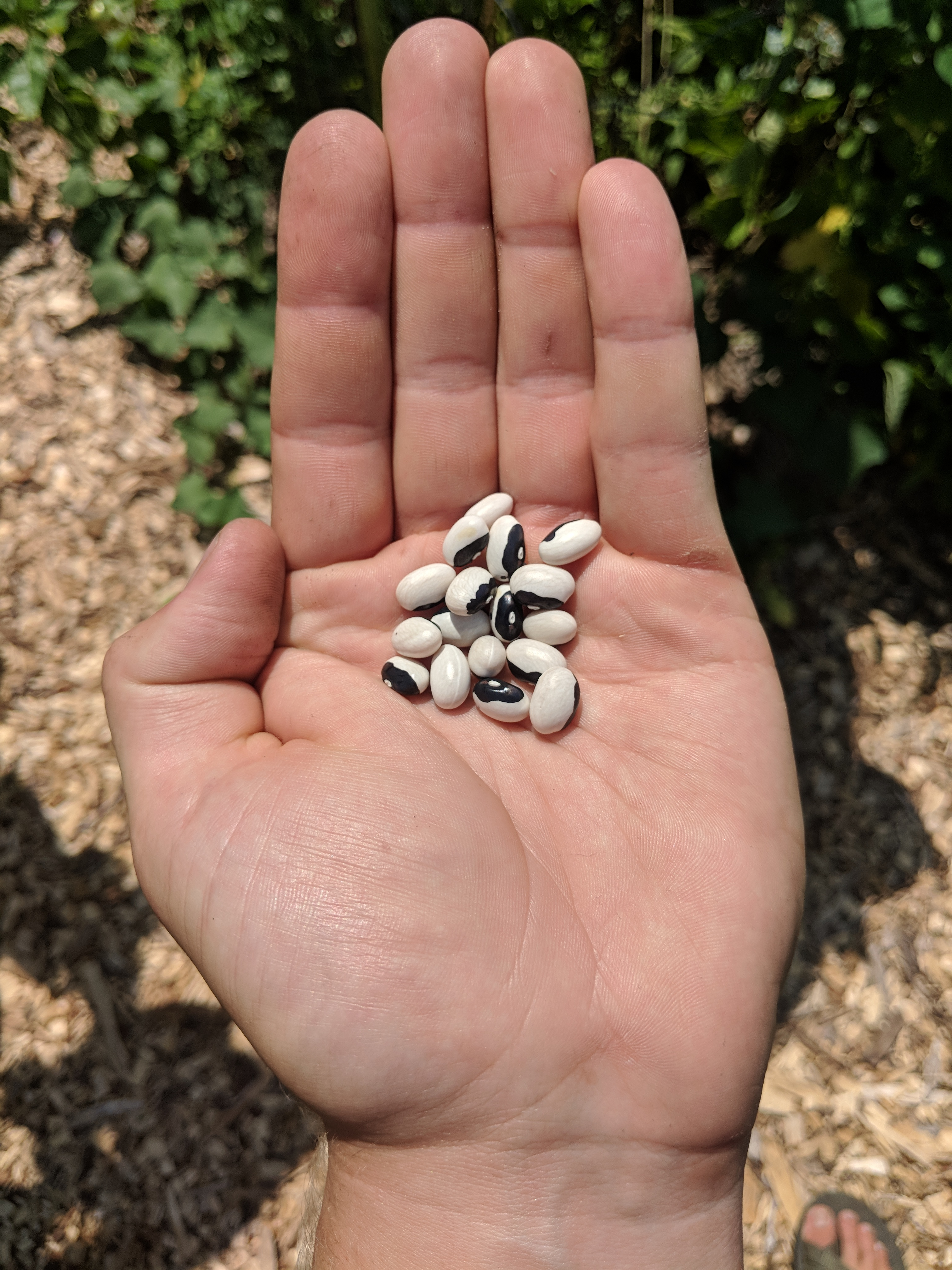
Feijão herança calypso (ou "yin yang")

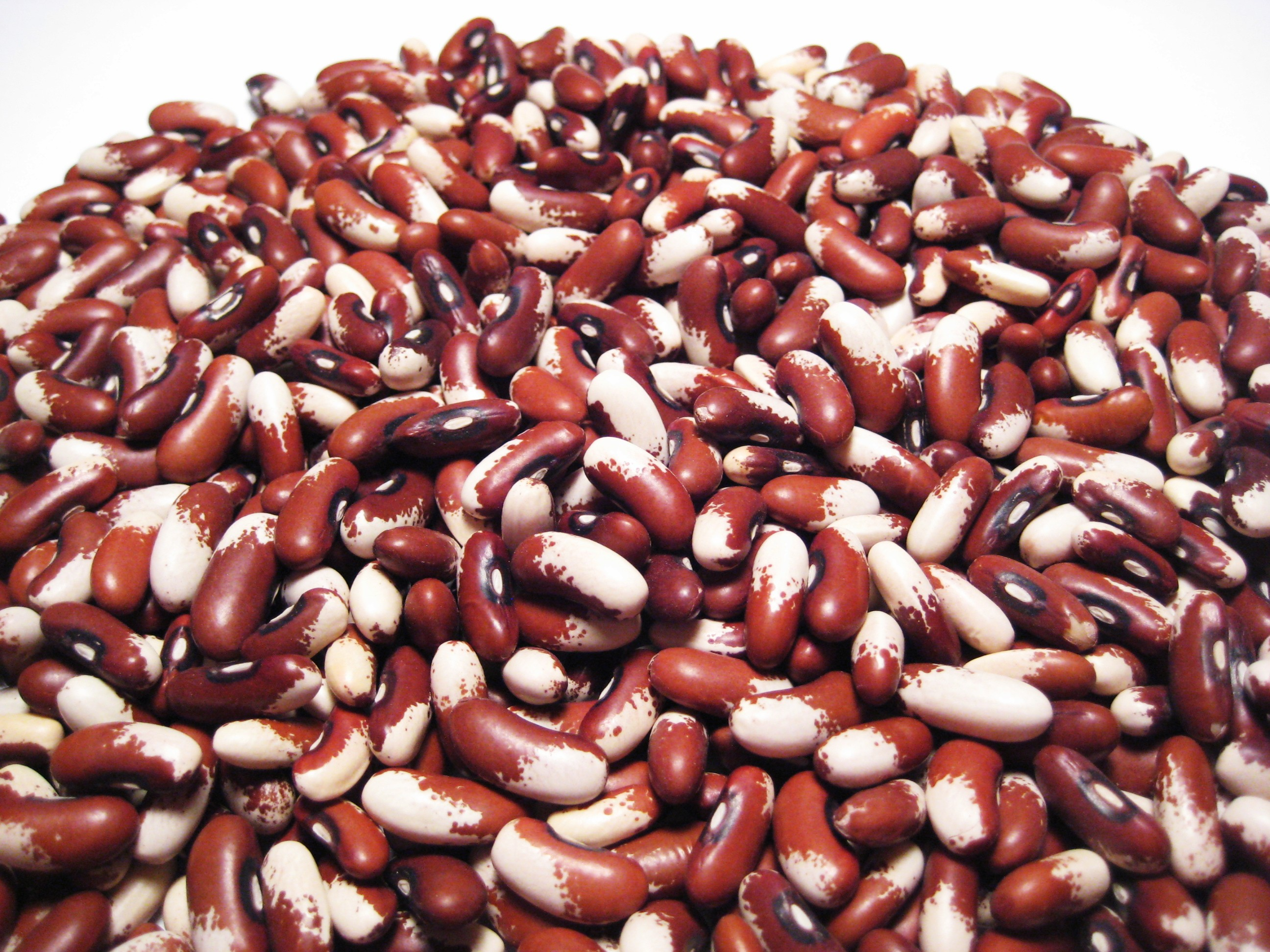
Feijão seco "Pónei pintado" (Phaseolus vulgaris)

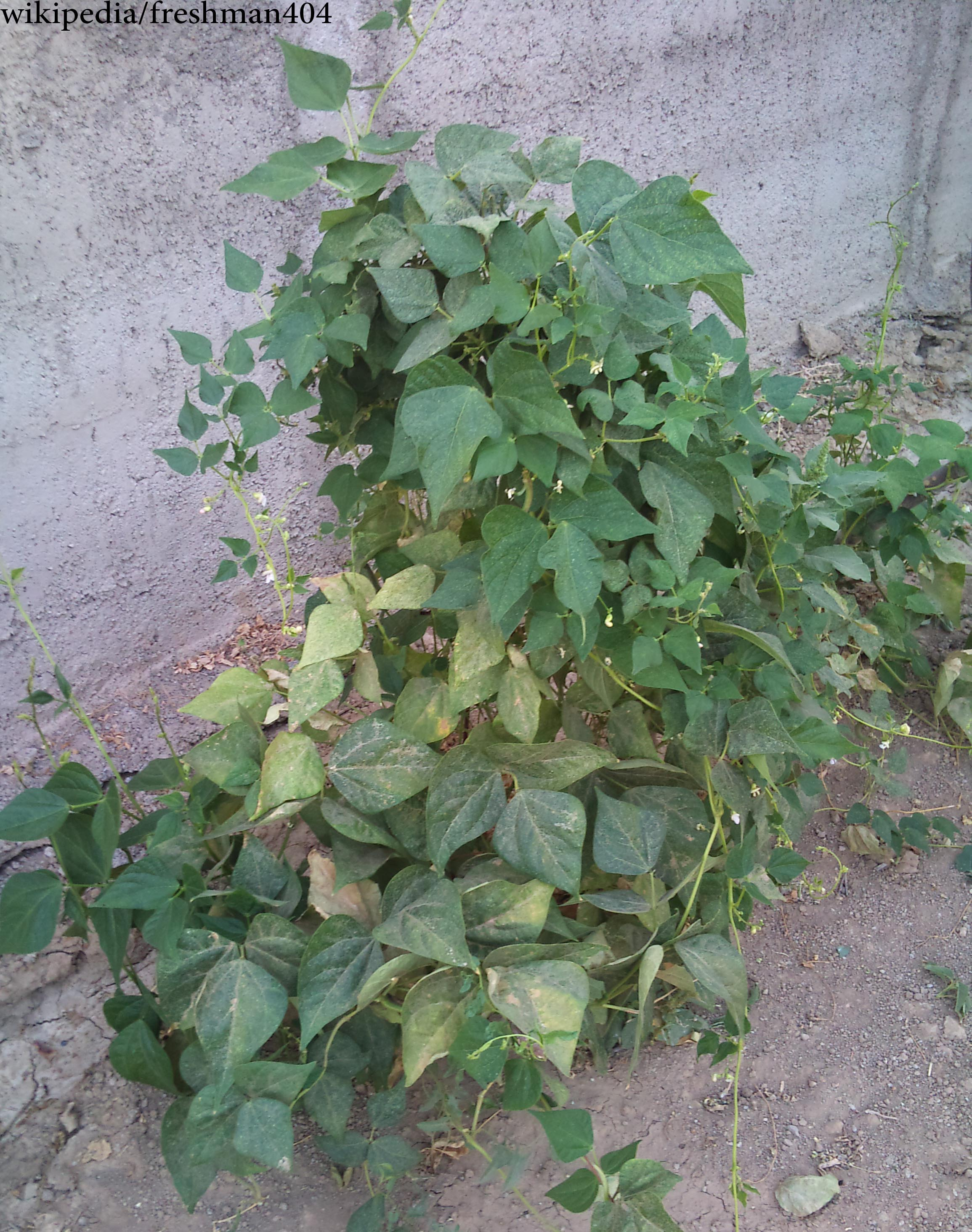
Feijoeiro

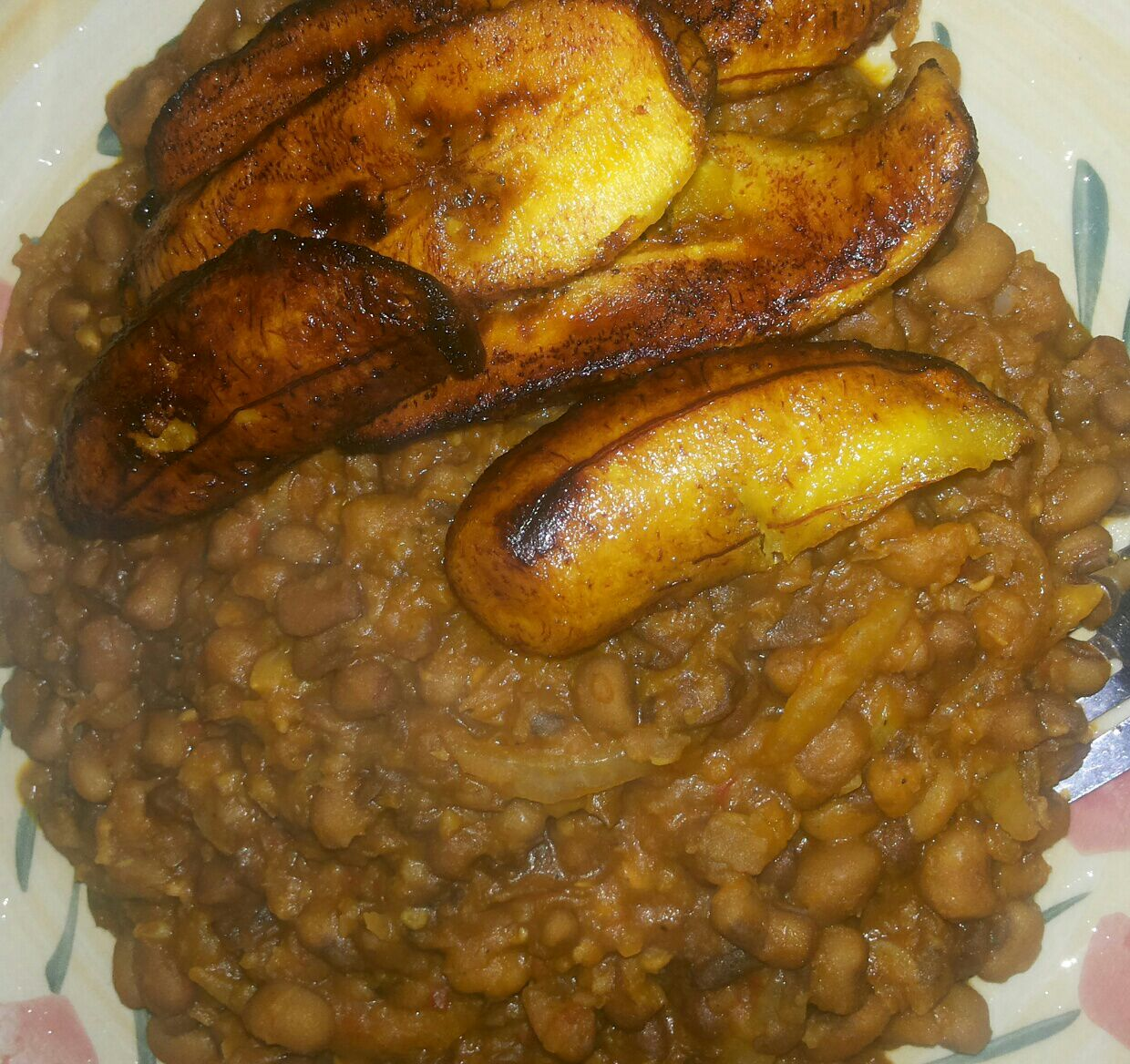
Feijões com banana-da-terra

O feijão é a semente de vários géneros de plantas de floração da família das Fabaceas utilizados como vegetais na alimentação humana ou animal.  Podem ser cozidos de maneiras diferentes, incluindo fervura, fritura e panificação, e são usados em inúmeros pratos tradicionais no mundo inteiro.

## Terminologia
A palavra "feijão" advém do Latim Phaseolus, um género do Novo Mundo, que só após o contacto entre a Europa e as Américas, foi introduzido globalmente. O significado de Phaseolus, começou a compreender também o feijão-comum e feijão-roxo, e o género relacionado Vigna.  Esta palavra tem entretanto continuado a ser usada para se referir a outras sementes como a soja, ervilhas, outras ervilhacas e tremoços, e mesmo para aquelas com semelhanças menos óbvias, como grãos de café, baunilha, mamona e grãos de cacau. Assim, o termo "feijão"/“feijões” pode-se referir a uma gama de espécies diversas.

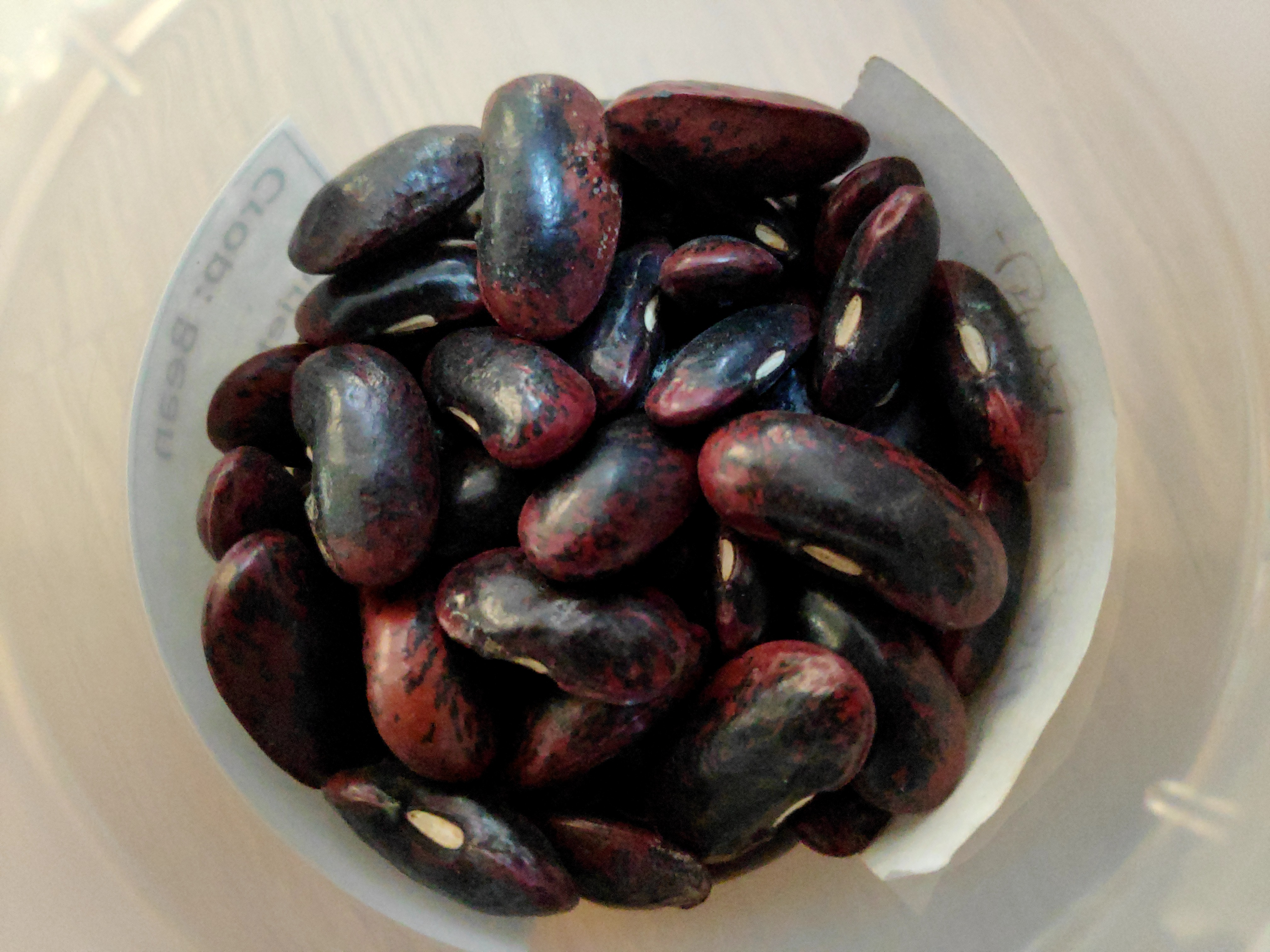
Feijão do Nepal

Sementes denomindas "feijão" são incluídas entre as culturas de leguminosas. O termo feijão geralmente exclui leguminosas usadas para forragem, feno e silagem (como o trevo e alfafa). A Organização das Nações Unidas para a Agricultura e Alimentação define "FEIJÃO SECO" (código 176) como aplicável apenas a espécies de Phaseolus.

## Cultivo

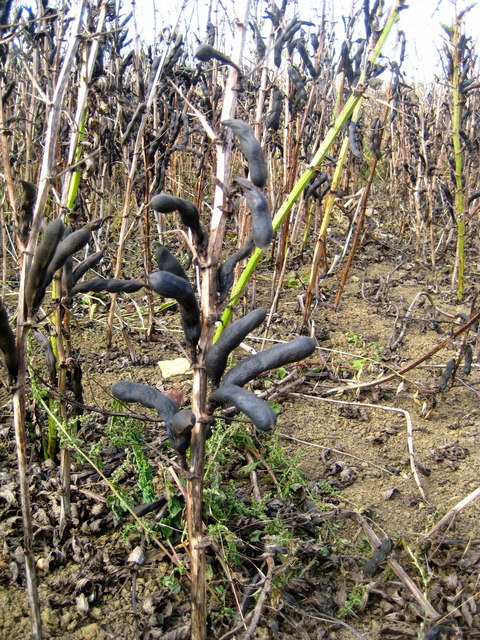
Favas, (vicia faba), prontas para a colheita

Ao contrário da ervilha, o feijão é uma seara de verão dependente de temperaturas altas para crescer. A maturação é tipicamente atingida entre 55 a 60 dias da plantação à colheita. À medida que as vagens de feijão amadurecem, tornam-se amareladas ou escuras e secam, e os grãos dentro mudam de verde para a sua cor madura.  Como as vides, os feijões precisam de apoio externo para trepar, enrolando-se a "gaiolas" ou bastões especiais. Os nativos americanos costumavam cultivá-las juntamente com milho e abóbora (as chamadas Três Irmãs), com os pés de milho atuando como suporte para o feijão subir.

## História

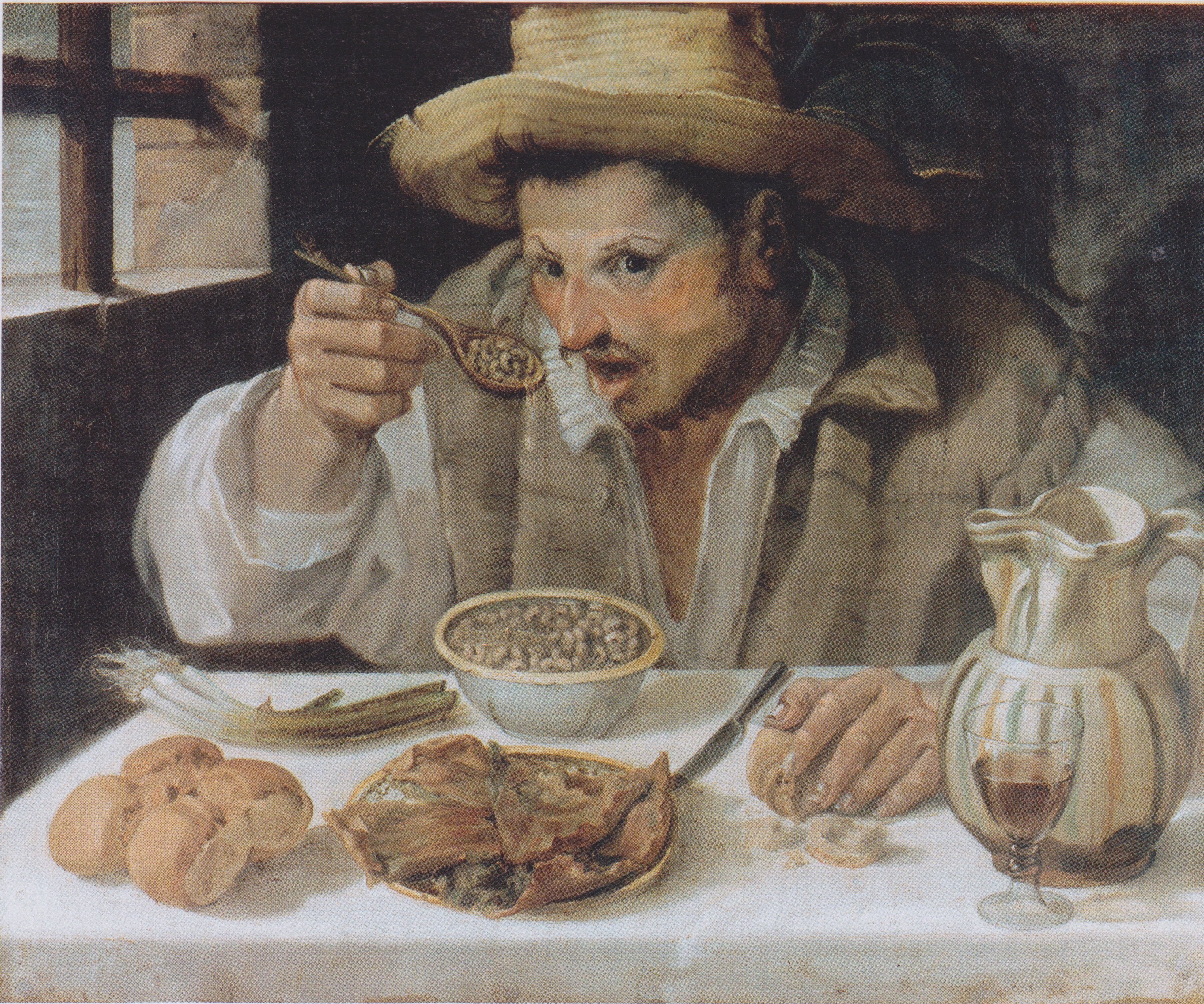
The Beaneater (1580-1590), de Annibale Carracci

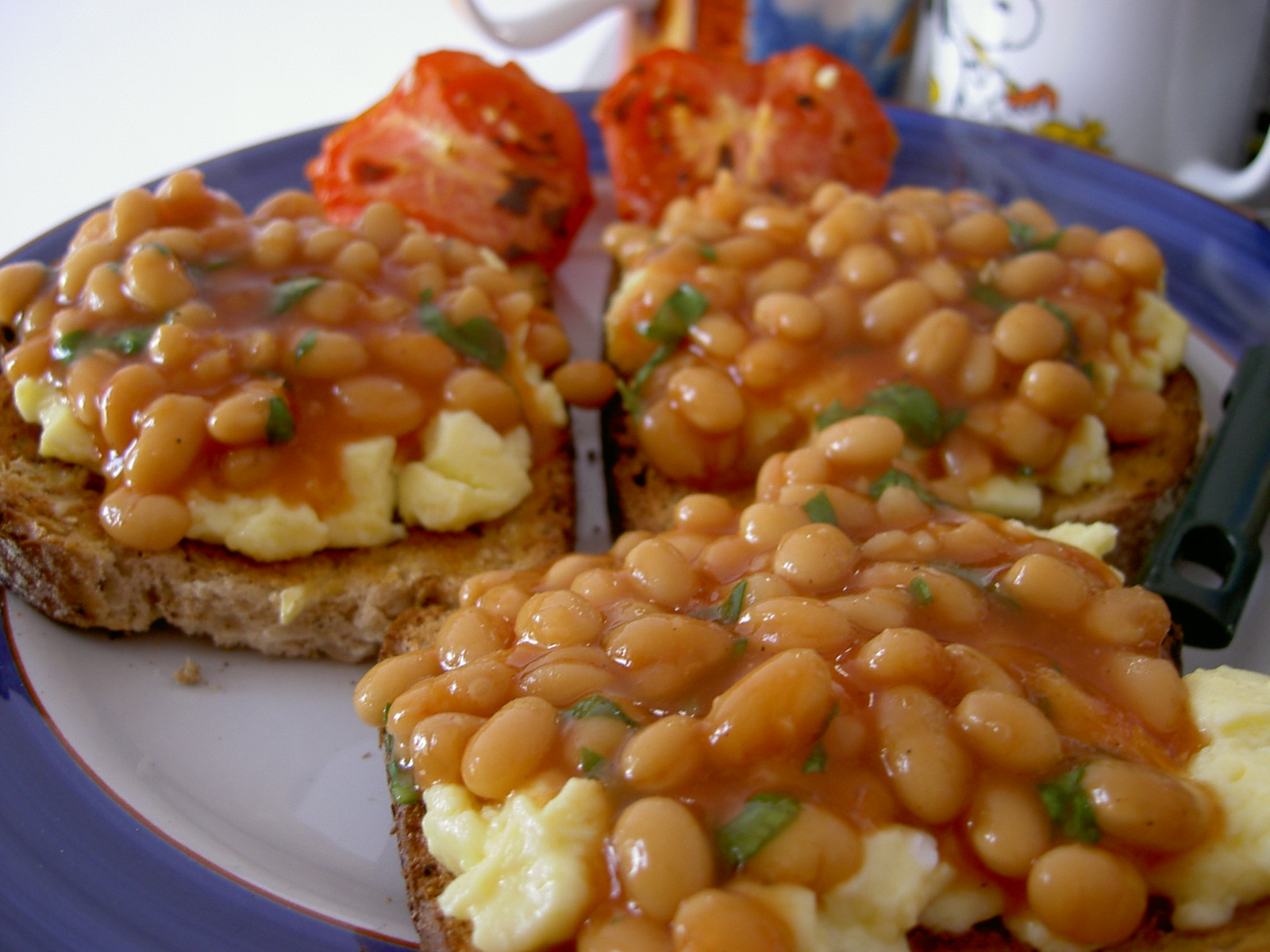
Feijão na torrada (com ovo)

O feijão é uma das plantas mais cultivadas no mundo. As favas originaram no Afeganistão e no sopé dos Himalaias. De uma forma aprimorada dos tipos naturais, estes foram cultivados na Tailândia a partir de 7,000 A.C. anteriores à invenção da cerâmica. Os feijões-favas eram consumidos no Egito antigo e depositados como parte dos rituais fúnebres crentes na vida além da morte. Só no segundo milénio A.C. surgiram como cultivo as favas (feijão-fava), no Egeu, na Península Ibérica e na Europa transalpina. Na Ilíada (século 8 A.C) há uma menção passageira a grãos e grão-de-bico lançados na eira.
O feijão foi e continua a ser, uma fonte importante de proteína ao longo da história do Velho e do Novo Mundo.
A maioria dos tipos comumente consumidos frescos ou secos, os do género Phaseolus, são originários das Américas, tendo sido vistos pela primeira vez por europeus quando Cristóvão Colombo, enquanto explorava o que podem ter sido as Bahamas, os encontrou a crescer no campo. Cinco tipos de feijões Phaseolus foram domesticados por povos pré-colombianos: feijões comuns (P. vulgaris) cultivados do Chile aos Estados Unidos, e feijões lima e sieva (P. lunatus), como bem como tepárias (P. acutifolius), feijão escarlate (P. coccineus) e feijão polyanthus (P. polyanthus). Uma técnica de cultivo do feijão por pessoas pré-colombianas desde o norte à costa atlântica, era o método das " Três Irmãs ", três plantas associadas:
No Novo Mundo, muitas tribos cultivavam feijão com milho (maíz) e abóbora. O milho não seria plantado em leiras, como é feito pela agricultura europeia, mas em forma quadriculada / hexagonal  em campo aberto, em canteiros separados de um a seis talos cada.
O feijão seco vem das variedades de favas do Velho Mundo e feijões do Novo Mundo (rim, preto, amora, pinto, marinha/haricot).
O feijão é uma planta heliotrópica, isto é; as folhas inclinam-se ao longo do dia para captar o sol. À noite, permanecem em posição de "sono" dobradas.

## Tipos
Atualmente, os bancos de genes do mundo possuem cerca de 40.000 variedades de feijão, embora apenas uma fração seja produzida em massa para consumo regular.
Alguns tipos de feijão incluem:
- Vicia
  - Vicia faba (fava)

- Phaseolus

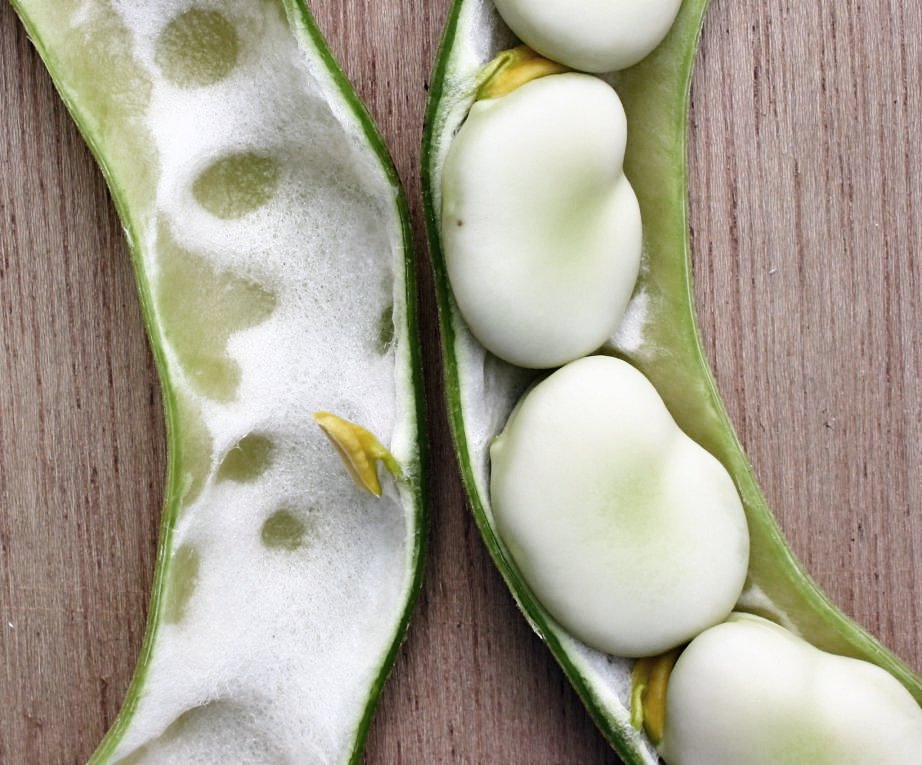
Vicia faba ou Fava

  - Phaseolus acutifolius (feijão tepário)
  - Phaseolus coccineus (feijão)
  - Phaseolus lunatus (feijão)
  - Phaseolus vulgaris (feijão comum; inclui feijão pinto, feijão, feijão preto, feijão Appaloosa, feijão verde e muitos outros)
  - Phaseolus polyanthus (tcp P. dumosus, reconhecido como uma espécie separada em 1995)
- Vigna
  - Vigna aconitifolia (mariposa)
  - Vigna angularis (feijão adzuki)
  - Vigna mungo (feijão urad)
  - Vigna radiata (feijão mungo)
  - Vigna subterranea (feijão de Bambara ou feijão moído)
  - Vigna umbellata (ricebean)
  - Vigna unguiculata ( feijão-caupi ; também inclui ervilha de olhos pretos, feijão e outros)
- Cicer
  - Cicer arietinum (grão de bico)
- Pisum
  - Pisum sativum (ervilha)
- Lathyrus
  - Lathyrus sativus (ervilha indiana)
  - Lathyrus tuberosus (ervilha tuberosa)
- Lente lentilhas
  - Lens culinaris (lentilha)
- Lablab

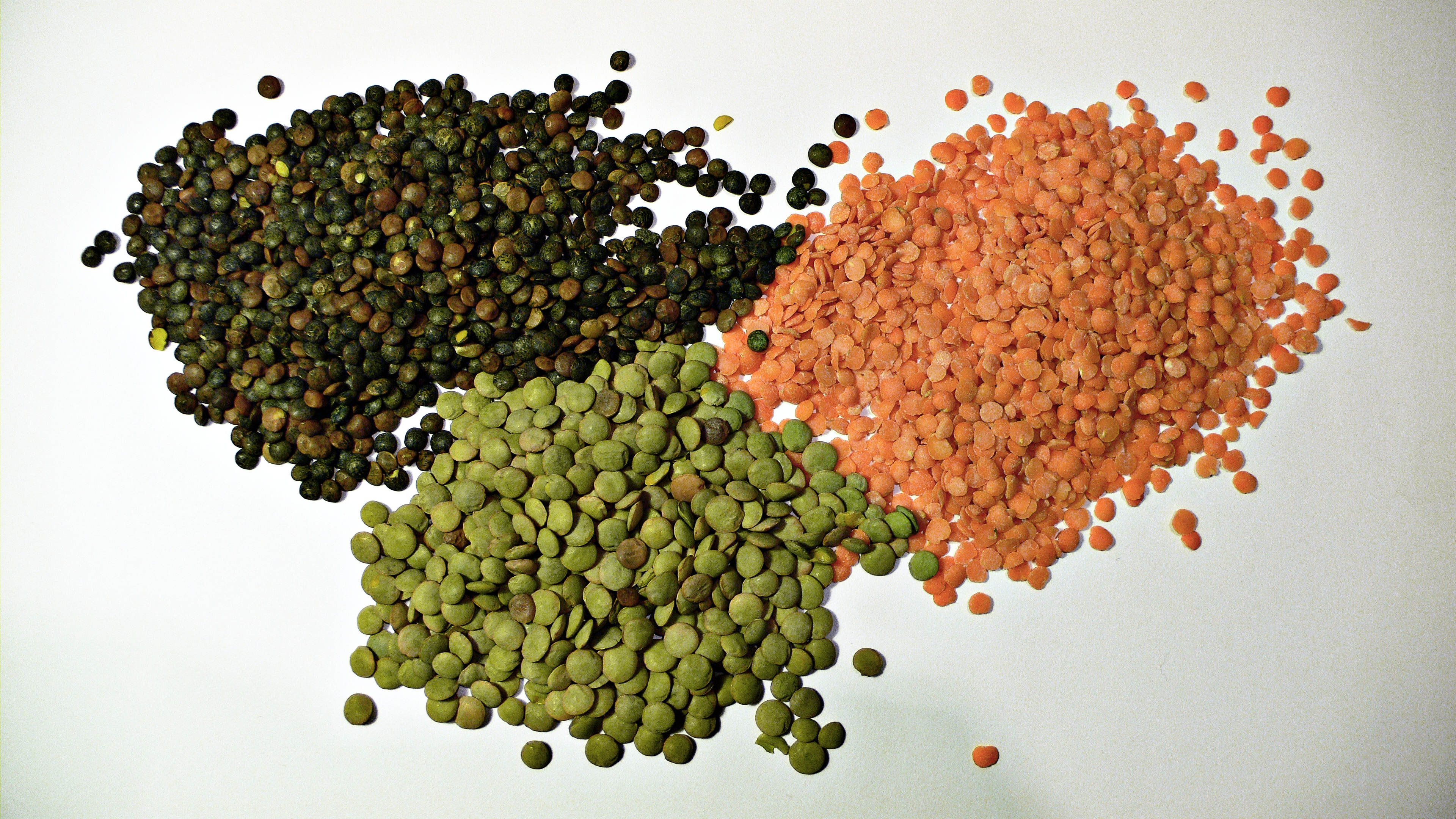
lentilhas

  - Lablab purpureus (feijão jacinto)

- Glicina
  - Glycine max (soja)
- Psophocarpus

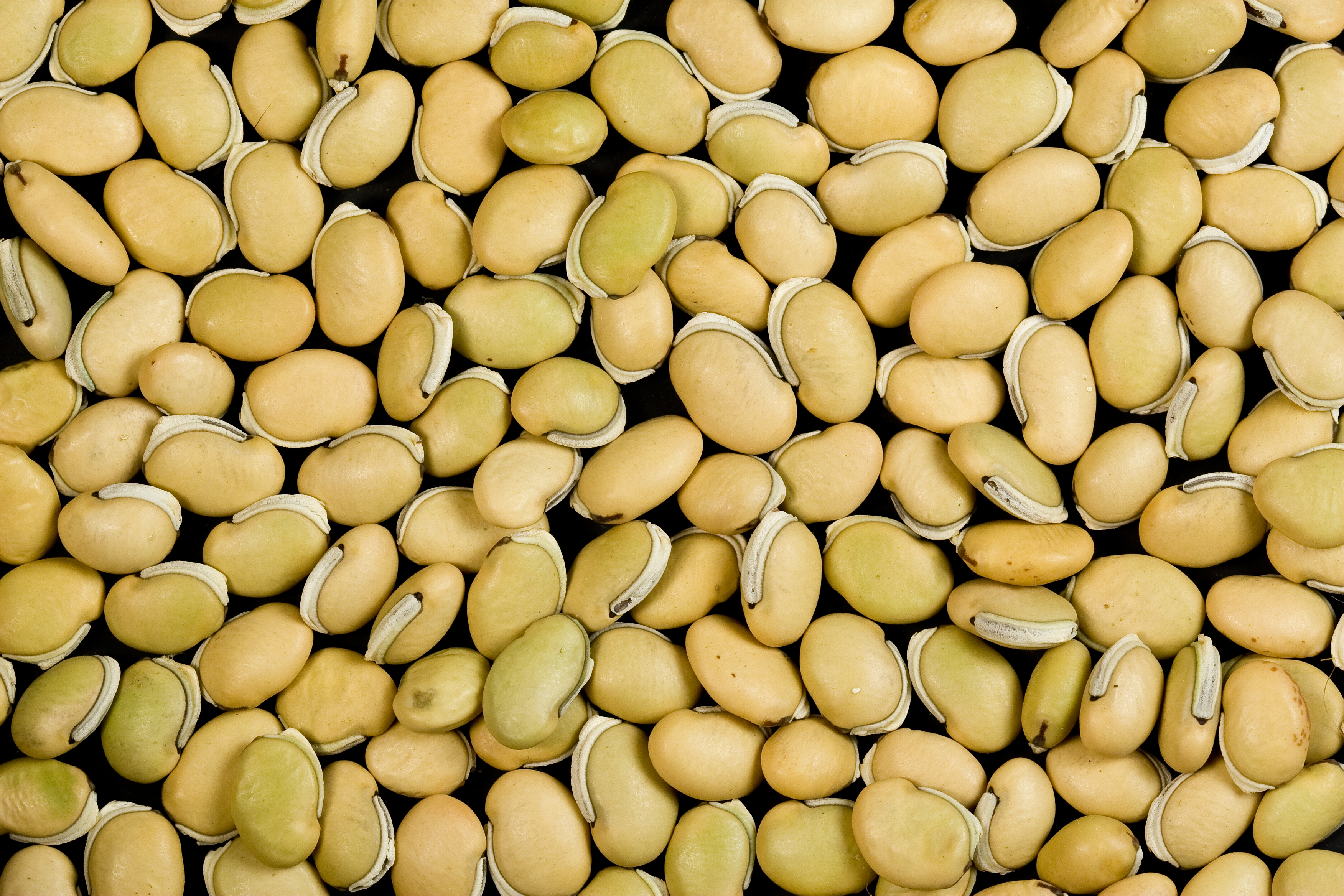
Feijão Jacinto

  - Psophocarpus tetragonolobus (feijão alado)

- Cajanus
  - Cajanus cajan (ervilha-de-pombo)
- Mucuna

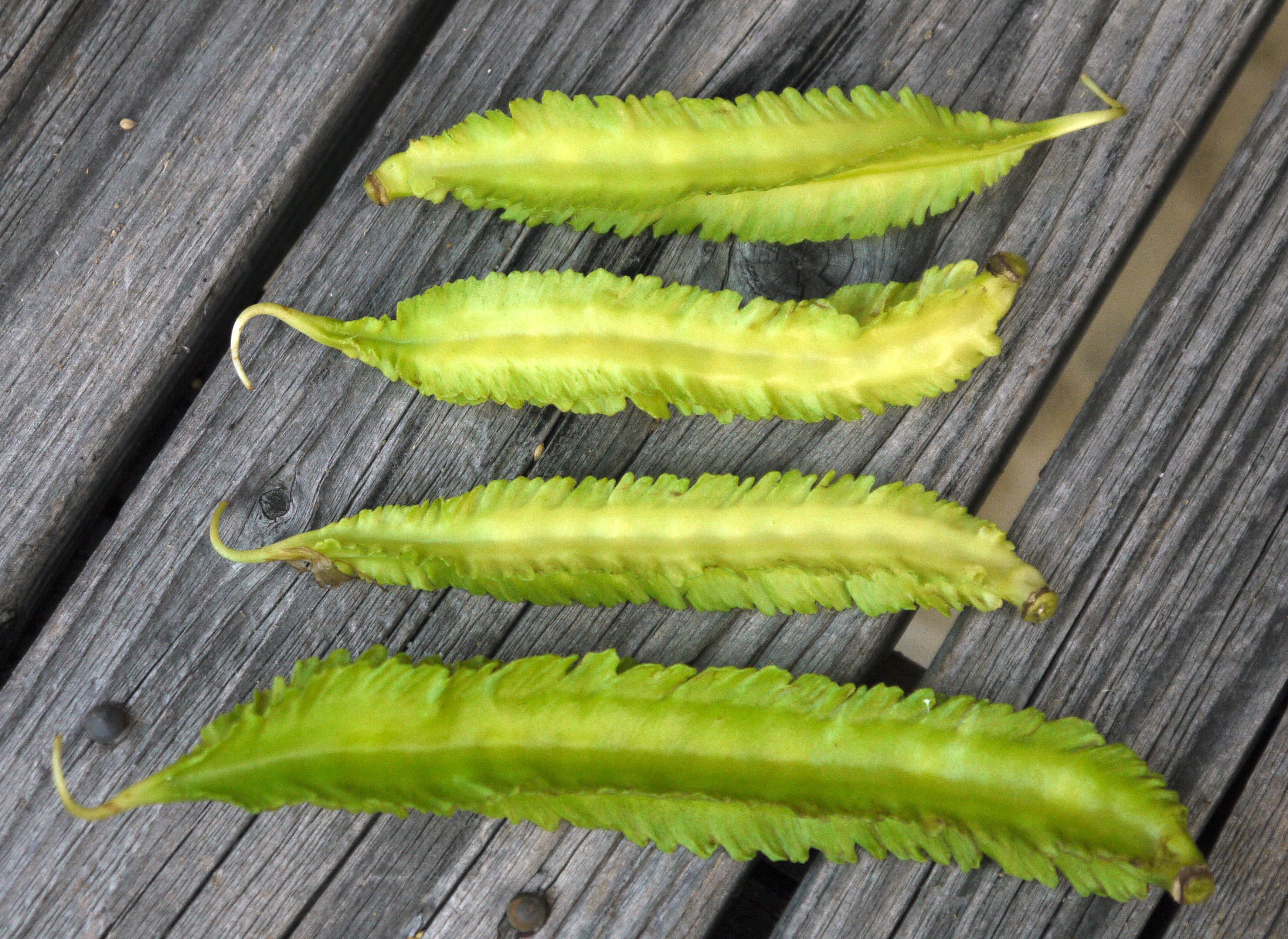
Psophocarpus tetragonolobus (feijão alado)

  - Mucuna pruriens (feijão de veludo)
- Cyamopsis
  - Cyamopsis tetragonoloba ou (guar)
- Canavalia
  - Canavalia ensiformis (feijão)
  - Canavalia gladiata (feijão-espada)
- Macrotiloma
  - Macrotyloma uniflorum (grama de cavalo)
- Lupino (tremoço)
  - Lupinus mutabilis (tarwi)
  - Lupinus albus (feijão lupini)
- Arachis
  - Arachis hypogaea (amendoim)

## Preocupações com a saúde
Alguns tipos de feijão cru contêm uma toxina prejudicial e sensabor: a lectina fito-hemaglutinina, que deve ser removida pela cozedura. O feijão vermelho é particularmente tóxico, mas outros tipos também apresentam riscos de intoxicação alimentar. Um método recomendado é ferver o feijão pelo menos durante dez minutos; feijão mal cozido pode ser ainda mais tóxico que feijão cru.
Cozinhar feijão, sem ferver, em fogão lento a uma temperatura abaixo da fervura, arrisca não destruir as toxinas. Foi relatado um caso de envenenamento por feijão manteiga usado para fazer faláfel ; os feijões eram usados em vez de favas tradicionais ou grão de bico, embebidos e moídos sem ferver, transformados em rissóis e fritos rasos.
A intoxicação por feijão não é bem conhecida na comunidade médica e muitos casos podem ser diagnosticados incorretamente ou nunca relatados; os números aproximados não estão disponíveis. No caso do Serviço Nacional de Informações sobre Intoxicações do Reino Unido, disponível a profissionais de saúde, os perigos doutros feijões além do vermelho, deixaram de ser registados a partir de 2008.
A fermentação é usada nalgumas partes da África para melhorar o valor nutricional do feijão, removendo as toxinas. A fermentação melhora o impacto nutricional da farinha de grãos secos e a digestibilidade, de acordo com uma pesquisa co-autorada de Emire Shimelis, do Programa de Engenharia de Alimentos da Universidade de Addis Abeba. O feijão é uma fonte importantede proteína na dieta no Kénia, Malawi, Tanzânia, Uganda e Zâmbia.

## Nutrição
O feijão é rico em proteínas, carboidratos complexos, folato e ferro.  Os feijões também possuem quantidades significativas de fibra e fibra solúvel, com uma tigela de feijão cozido fornecendo entre 9 e 13 gramas de fibra. A fibra solúvel pode ajudar a diminuir o colesterol no sangue.

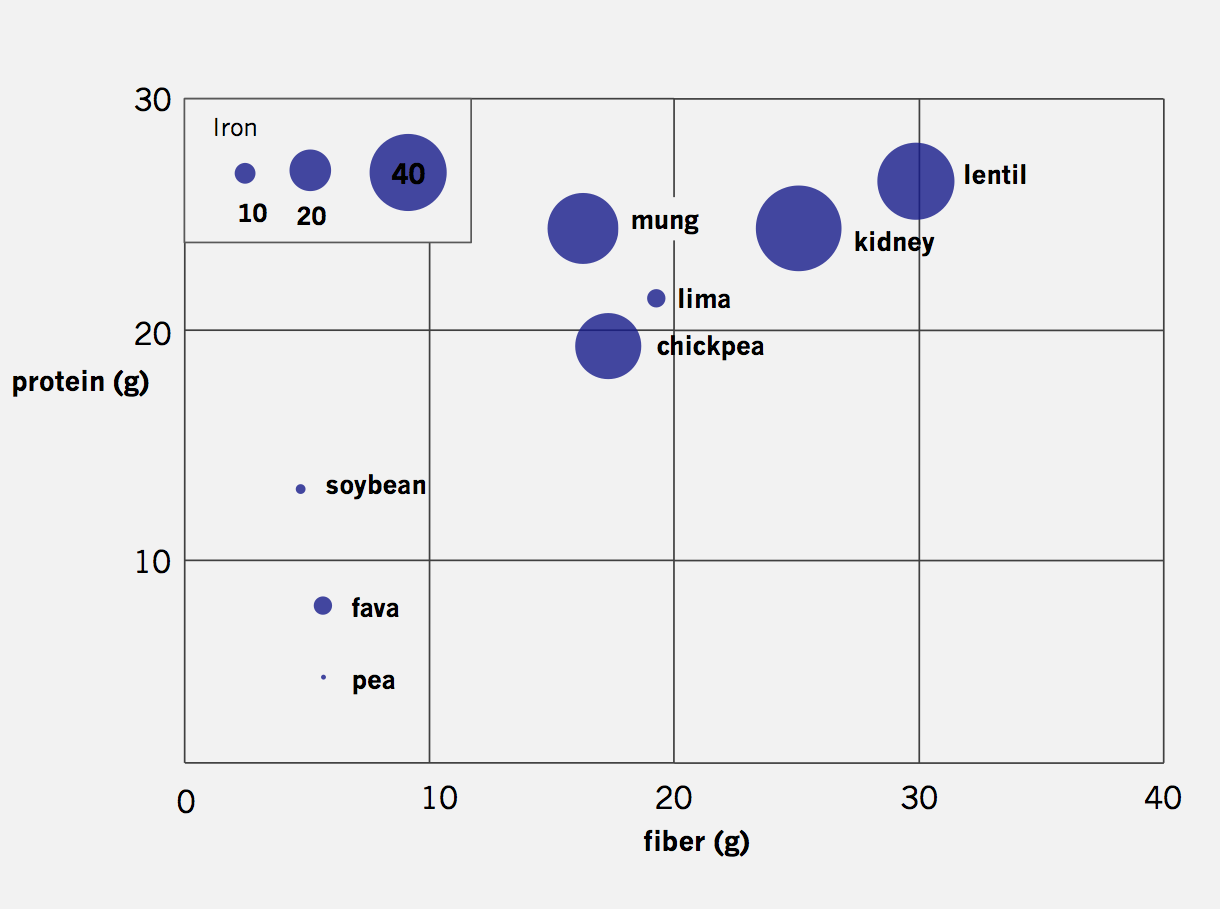
A figura mostra os gramas de fibra e proteína por porção de 100 gramas de cada leguminosa. O tamanho do círculo é proporcional ao seu teor de ferro. Nesta demonstração, a lentilha e o feijão-roxo contêm mais e a soja e ervilhas têm menos nutrientes por porção

Recomenda-se aos adultos consumir até duas porções (sexo feminino) e três (sexo masculino). 3/4 de tigela de feijão cozido dá uma porção.

## Flatulência
Muitos feijões comestíveis, incluindo as favas, feijões da marinha, feijão comum e soja, contêm oligossacarídeos (particularmente rafinose e estaquiose), um tipo de molécula sacarina também encontrada no repolho. É necessária uma enzima anti-oligossacarídea para digerir adequadamente essas moléculas de açucar. Como um trato digestivo humano normal não contém enzimas anti-oligossacarídeas, os oligossacarídeos consumidos são tipicamente digeridos por bactérias no intestino grosso. Esse processo de digestão produz gases como o metano como subproduto, que são então libertos em forma de flatulência.

## Produção

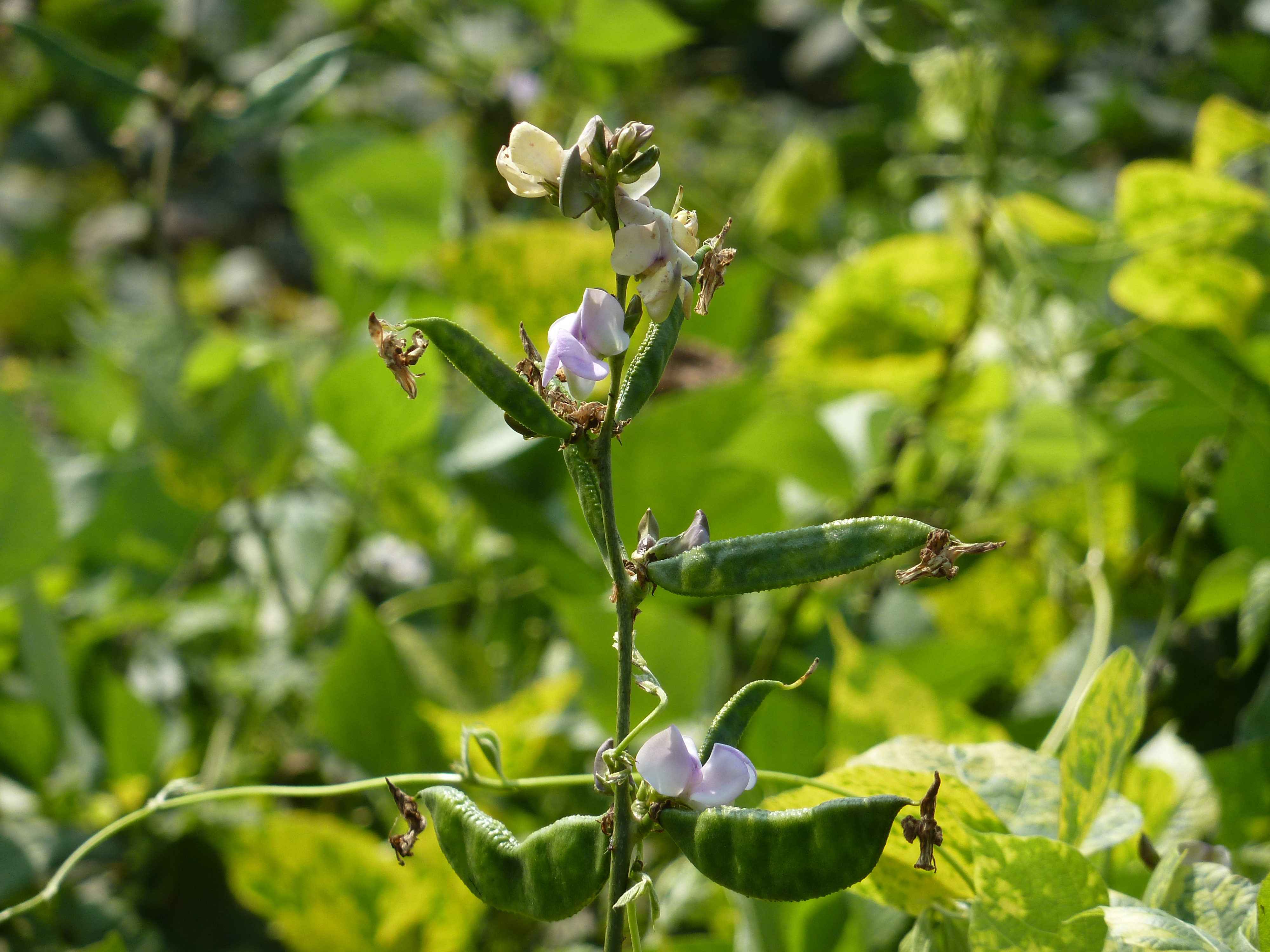
Feijão Lablab e flor de feijão cultivados no Bengala Ocidental, Índia

Os dados de produção de leguminosas são publicados pela FAO em três categorias:
1. Leguminosas secas: as sementes maduras e secas de plantas leguminosas, exceto soja e amendoim.
2. Oleaginosas: soja e amendoim.
3. Legumes frescos: frutos frescos verdes imaturos de leguminosas.

A seguir está um resumo dos dados da FAO.
| cultivo [Código FAO]               | 1961  | 1981  | 2001   | 2015   | 2016   | Razão 2016/1961 | Observações                                                                  |
| ---------------------------------- | ----- | ----- | ------ | ------ | ------ | --------------- | ---------------------------------------------------------------------------- |
| Total de unidades (seco) [1726]    | 40,78 | 41,63 | 56,23  | 77,57  | 81,80  | 2.01            | A produção per capita havia diminuído. (O aumento da população foi de 2,4 ×) |
| Oleaginosas (secas)                |       |       |        |        |        |                 |                                                                              |
| Soja [236]                         | 26,88 | 88,53 | 177,02 | 323,20 | 334,89 | 12,46           | Aumento drástico impulsionado pela demanda por rações e petróleo.            |
| Amendoim, com casca [242]          | 14,13 | 20,58 | 35,82  | 45,08  | 43,98  | 3,11            |                                                                              |
| Legumes frescos (80 - 90% de água) |       |       |        |        |        |                 |                                                                              |
| Feijão verde [414]                 | 2,63  | 4,09  | 10,92  | 23.12  | 23,60  | 8,96            |                                                                              |
| Ervilhas verdes [417]              | 3,79  | 5,66  | 12,41  | 19,44  | 19,88  | 5.25            |                                                                              |

|    | País      | 2016  | Compartilhar | Observações |
| -- | --------- | ----- | ------------ | ----------- |
|    | Total     | 81,80 | 100%         |             |
| 1  | Índia     | 17,56 | 21,47%       |             |
| 2  | Canadá    | 8,20  | 10,03%       |             |
| 3  | Mianmar   | 6,57  | 8,03%        |             |
| 4  | China     | 4.23  | 5,17%        |             |
| 5  | Nigéria   | 3.09  | 3,78%        |             |
| 6  | Rússia    | 2,94  | 3,60%        |             |
| 7  | Etiópia   | 2,73  | 3,34%        |             |
| 8  | Brasil    | 2,62  | 3,21%        |             |
| 9  | Austrália | 2,52  | 3,09%        |             |
| 10 | EUA       | 2,44  | 2,98%        |             |
| 11 | Níger     | 2.06  | 2,51%        |             |
| 12 | Tanzânia  | 2,00  | 2,45%        |             |
|    | Outras    | 24,82 | 30,34%       |             |

O líder mundial na produção de feijão (Phaseolus spp). é Mianmar (Birmânia), seguido pela Índia e Brasil. Em África, o produtor mais importante é a Tanzânia.
| Myanmar        | 3.800.000  | F   |
| Índia          | 3.630.000  |     |
| Brasil         | 2.936.444  | UMA |
| China          | 1.400.000  | *   |
| México         | 1.294.634  |     |
| Tanzânia       | 1.150.000  | F   |
| Estados Unidos | 1.110.668  |     |
| Quênia         | 529.265    | F   |
| Uganda         | 461.000    | *   |
| Ruanda         | 438.236    |     |
| Mundo          | 23.139.004 | UMA |

Nenhum símbolo = figura oficial, P = figura oficial, F = estimativa da FAO, * = Dados não oficiais / semioficiais / espelhados, C = figura calculada A = Agregado (pode incluir oficiais, semioficiais ou estimativas)

## Países lusófonos

### Angola
A variedade de leguminosa seca de consumo mais importante em Angola é o feijão-macunde (Vigna unguiculata (L.) WALP.). Tende a ser cultivado em áreas inferiores a 1 hectare, e com frequência consorciado com o milho, mandioca e sorgo (massambala). A produção do amendoim em Angola é a mais elevada entre os muitos grãos de consumo alimentar. Dos pratos angolanos mais famosos com feijão consta o Feijão com óleo de palma, que pode também ser usado como parte do famoso mufete angolano.

### Brasil

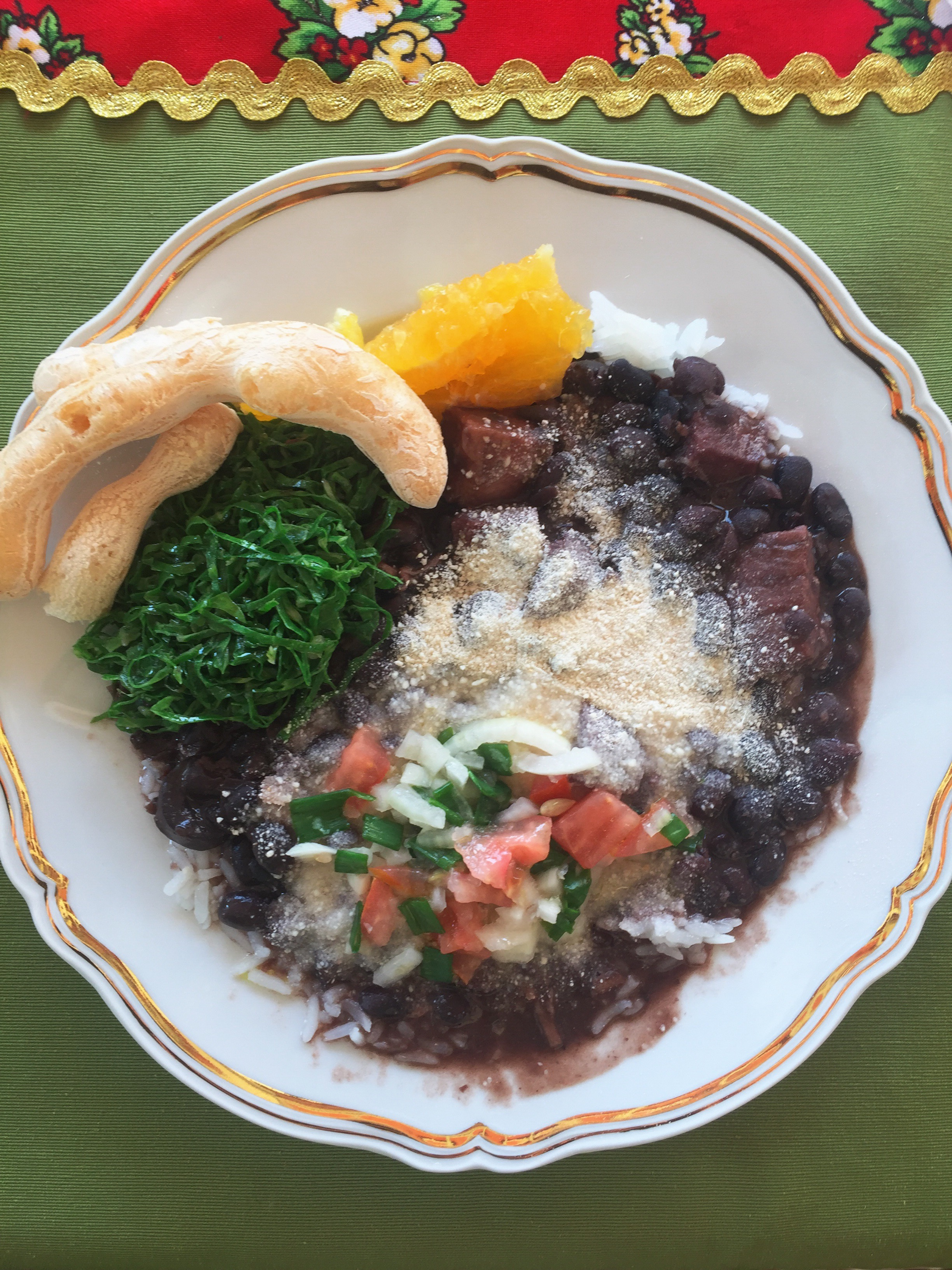
feijoada de Minas

O Brasil é o maior produtor e consumidor mundial de feijão-comum (Phaseolus vulgaris L.). Embora seja cultivado em mais de 100 países, 63% da produção mundial é oriunda de cinco nações. Apenas 8% a 10% da produção mundial se destina à exportação. Não obstante o grande volume de produção nacional, o Brasil é importador deste produto. A quantidade importada varia em função dos resultados das safras. Nos últimos anos foram importadas, em média, cerca de 100 mil toneladas. Da quantidade importada, a maior parte é de feijão preto, seguido pelo feijão de cores e menos de 1% doutros tipos de feijões.
Os principais países exportadores para o Brasil são a Argentina, Chile, Estados Unidos e Bolívia.
O Brasil é também um importante produtor doutros grãos, cereais, leguminosas e oleaginosas como o milho, trigo, soja, arroz e café.

Na culinária brasileira, feijão e arroz são um par quase inseparável como na Feijoada onde o feijão-preto é usado.
O feijão-carioca, feijão-tropeiro, feijão-de-corda, verde, branco, vermelho e roxo fazem parte de inúmeros pratos tradicionais do Brasil.

### Moçambique
A cultura de feijão em Moçambique é geralmente composta de pequenos produtores. Dentre as diferentes variedades conta-se o feijão-nhemba, feijão-manteiga, e mais recentemente o feijão-bóer (Cajanus cajan / Cajanus indicus (L. Millsp.), impulsionado pela demanda Indiana.
Após o novo milénio, várias ONGs e agências internacionais de desenvolvimento, em parceria com o sector privado local, promoveram massivamente o cultivo do feijão boer em Moçambique, convictos de que o seu mercado era indubitavelmente garantido. Como resultado, a produção teve uma subida exponencial, atingindo quase 200 mil toneladas em 2016, concentrada nas províncias de Zambézia e Nampula, maiores centros populacionais.
Outras leguminosas de vagens são também produzidas em Moçambique, por exemplo a lentilha, o grão-de-bico, a soja, a ervilha, o amendoim e o tremoço.
À semelhança do Brazil, feijão e arroz tendem a ser uma dupla importante na culinária moçambicana. De inúmeros pratos usando feijão e outros legumes secos como o amendoim conta-se feijoada, mucapata e matata.

### Portugal
O feijão chegou a Portugal no século XVI na época dos Descobrimentos, originário da América central. Portugal produz e consume uma gama de feijões e outros legumes frescos como feijão-verde, ervilha, fava e/ou secos como a ervilha, feijoca, lentilha, grão-de-bico, fava, tremoço e chícharo. Dentre as variedades locais figura o feijão branco, encarnado, feijão-frade, manteiga, feijão Catarino, Moleiro, Patalar, Tarrestre, Bragançano.
Na culinária tradicional portuguesa, receitas como Feijoada à Portuguesa, Caldo de Cascas, Pataniscas de feijão-verde, Favas com chouriço e toucinho, Sopa de feijão com couve e o próprio Cozido à Portuguesa tradicional, contêm feijões.

### Timor-Leste
Um país essencialmente agrícola, Timor produz e consome muito feijão. As variedades principais são feijão-frade, feijão-vermelho, feijão-verde e popular no resto da Ásia, feijão mungo (vigna radiata).
Embora o arroz seja um dos alimentos principais para os timorenses, à semelhança doutros países Lusófonos a feijoada faz parte da culinária local.